# Nelson Prudêncio
Nelson Prudêncio   (Lins, 4 d'abril de 1944 - São Paulo, 23 de novembre de 2012) és un antic atleta brasiler especialista en triple salt. Va guanyar medalles de plata als Jocs Panamericans de 1967 i 1971 i als Jocs Olímpics d'estiu de 1968, i un bronze als Jocs Olímpics d'estiu de 1972. Prudêncio va ser el número 2 del món el 1968, el 3r el 1972, el 5r el 1975 i el 8r el 1971.

## Biografia
Va néixer el 4 d'abril de 1944 a la ciutat de Lins, població situada a l'Estat de São Paulo.
Va participar, a vint-i-quatre anys, en els Jocs Olímpics d'Estiu de 1968 celebrats a Ciutat de Mèxic (Mèxic), on va aconseguir guanyar la medalla de plata (17,27 metres) en la competició olímpica de triple salt en quedar per darrere del soviètic Víktor Sanéiev (17,39 metres).
En els Jocs Olímpics d'Estiu de 1972 fets a Múnic (Alemanya Occidental) va aconseguir guanyar la medalla de bronze amb un salt de 17,05 metres. També participà en els Jocs Olímpics d'Estiu de 1976 fets a Mont-real (Canadà), però fou eliminat en la ronda de qualificació inicial.
Al llarg de la seva carrera guanyà dues medalles de plata en els Jocs Panamericans.
Va aconseguir establir un nou rècord del món el 17 d'octubre de 1968 en triple salt durant el transcurs dels Jocs Olímpics, deixant la marca en 17,27 metres, sent superada aquell mateix dia per Víktor Sanéiev (17,37 metres).
Prudêncio va ser professor d'Educació Física a la Universitat Federal de São Carlos i vicepresident de la Confederação Brasileira de Atletismo (Confederació Brasilera d'Atletisme). Va morir d'un càncer de pulmó el 23 de novembre de 2012 a São Carlos. Tenia seixanta-vuit anys.